# Primera División (Chile) 1937
Die Primera División 1937, auch unter dem Namen 1937 Campeonato Nacional de Fútbol Profesional bekannt, war die 5. Saison der Primera División, der höchsten Spielklasse im Fußball in Chile.
Teilnehmer waren sechs Teams aus Santiago und erstmals mit den Santiago Wanderers ein Team aus Valparaíso. Die Meisterschaft gewann CSD Colo-Colo, das seinen ersten Titel holte.

## Modus
Die sieben Teams spielen jeder gegen jeden mit Hin- und Rückspiel. Sieger ist die Mannschaft mit den meisten Punkten. Bei Punktgleichheit entscheidet das Torverhältnis.

## Tabelle
| Pl.                       | Verein                 | Sp. | S | U | N  | Tore    | Diff. | Punkte |
| ------------------------- | ---------------------- | --- | - | - | -- | ------- | ----- | ------ |
| 1.                        | CSD Colo-Colo          | 12  | 9 | 3 | 0  | 047:200 | +27   | 21     |
| 2.                        | CD Magallanes          | 12  | 7 | 2 | 3  | 038:320 | +6    | 16     |
| 3.                        | Unión Española         | 12  | 8 | 0 | 4  | 022:210 | +1    | 16     |
| 4.                        | Santiago Morning       | 12  | 6 | 1 | 5  | 038:330 | +5    | 13     |
| 5.                        | Audax Italiano (M)     | 12  | 5 | 2 | 5  | 033:340 | −1    | 12     |
| 6.                        | Badminton FC           | 12  | 2 | 2 | 8  | 031:490 | −18   | 06     |
| 7.                        | Santiago Wanderers (N) | 12  | 0 | 0 | 12 | 017:370 | −20   | 0      |
| Quelle: , Stand: Endstand |                        |     |   |   |    |         |       |        |

## Beste Torschützen
| Rang | Spieler        | Klub           | Tore |
| ---- | -------------- | -------------- | ---- |
| 1    | Hernán Bolaños | Audax Italiano | 16   |
| 2    | Enrique Sorrel | CSD Colo-Colo  | 15   |